# Radio Blau
Radio Blau est une station de radio associative locale de Leipzig.

## Histoire
De la première émission, le 28 mai 1995, jusqu'au 30 septembre 2004, Radio Blau a émis le dimanche à 17 h durant quatre heures d'affilée. Ensuite, son temps d'antenne s'est nettement prolongé pour passer à 41 heures, d'octobre 2004 à mars 2007, puis à 49 heures.

## Programme
Le nombre de bénévoles produisant des émissions est de 150. Ces émissions sont d'une grande variété, pouvant viser un public âgé ou être constituées de musique expérimentale. Du lundi au vendredi, une émission est consacrée à l'actualité locale.
Radio Blau partage des programmes avec Radio Corax, radio associative de Halle.

### Source de la traduction
- (de) Cet article est partiellement ou en totalité issu de l’article de Wikipédia en allemand intitulé « Radio Blau » (voir la liste des auteurs).